# Tsumi
Tsumi is het tweede full-length album van de Roermondse Nu-Metalband Dreadlock Pussy op het label Seamiew Records. Het kwam in 2002 uit met daarop 12 tracks. Het album is geproduceerd en opgenomen door Stephen van Haestregt in de RS29 studio's te Waalwijk.

## Tracklist
Tsumi:
- 1. Ever Decreasing Circles
- 2. Slippage
- 3. T Minus
- 4. Mild
- 5. Akemi
- 6. Bygones
- 7. Token
- 8. Pater Familias
- 9. Effigy
- 10. Crass
- 11. Through a Dot's Eye
- 12. Jacob's Ladder

## Bandleden voor dit album
- Pat (Patrick Smeets) - Zang
- bART (Bart Gooren) - Gitaar & zang
- Punto (Ferry Duijsens) - Gitaar & zang
- J (Jaap Melman) - Bass
- Lombok (Bart Heuts) - Turn-Tables
- Twixy (Twan Bakker) - Drums & samples

## Trivia
- Het nummer Jacob's Ladder is uitgebracht als videoclip
- Jacob's Ladder bevat een outro getiteld March to the End, dat als aparte track is uitgebracht op de single van het nummer.
- Jacob's Ladder en T Minus zijn beiden als aparte singles uitgebracht.
- In het nummer Crass zijn gastzangers Alen Wright van End of April en Remko van Concubine te horen.
- Het nummer Akemi is volledig in het Japans gezongen
- Effigy is het eerste officiële instrumentale nummer van Dreadlock Pussy
- Effigy is voorzien van bewegend beeld en te zien op een niet-officiële DVD genaamd #1
- Tijdens de maanden van de opnames van het album verbleef de band in een bungalow van een nabij gelegen vakantiepark